# Guacamole

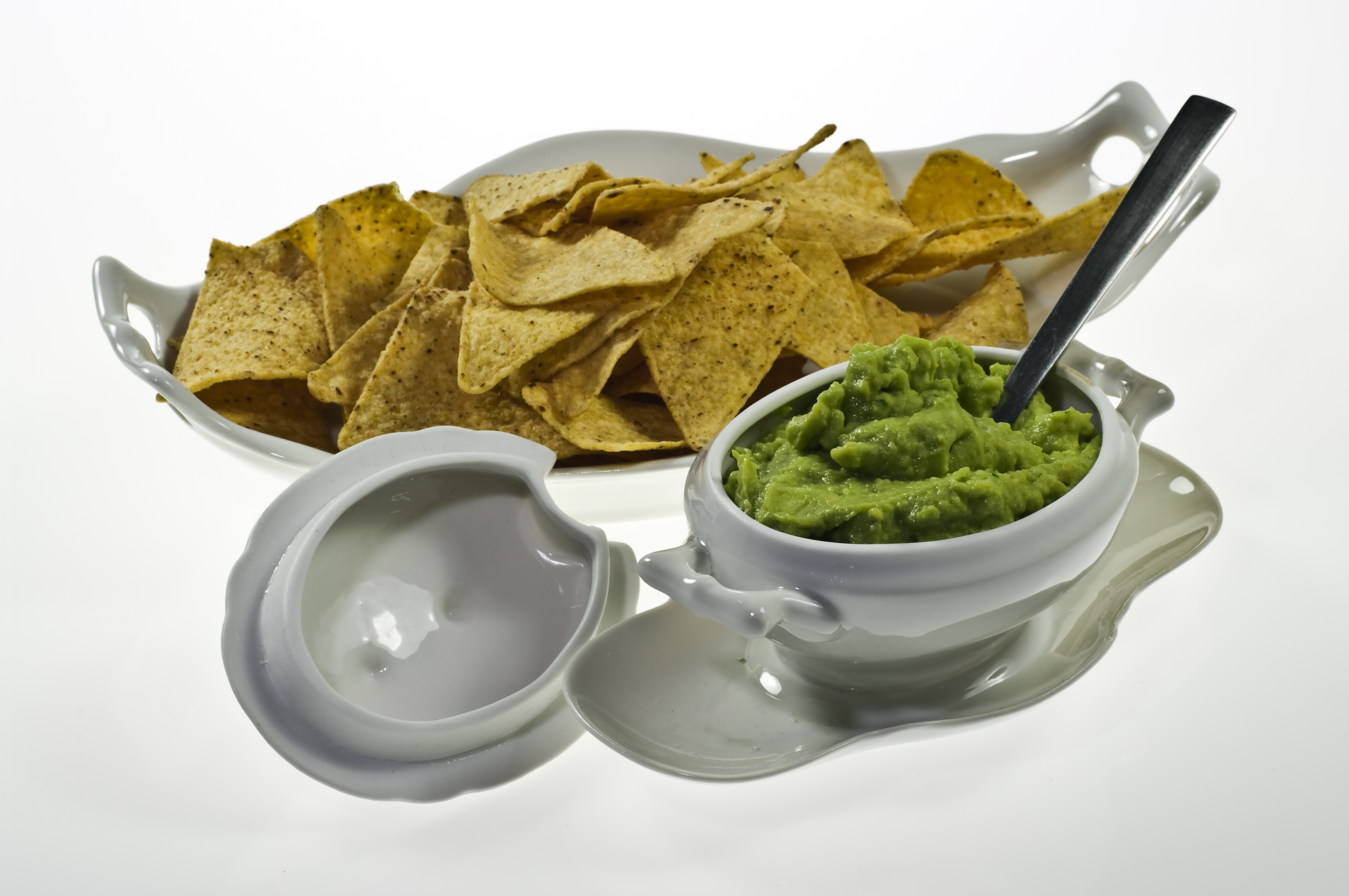

Guacamole är en kall avokadobaserad sås från det mexikanska köket. Den används som tillbehör till olika rätter, till exempel tacos. Den används även som dipp.
Guacamole består av mosad avokado som blandas med ingredienser efter smak, såsom vitlök, tomat, färsk koriander, chilipeppar och saft från lime eller citron. För att dryga ut guacamolen kan exempelvis yoghurt, gräddfil eller crème fraîche användas.

## Etymologi
Guacamole kommer från nahuatl āhuacamolli och betyder bokstavligen ’avokadosås’, av āhuacatl, ’avokado’, och molli, ’sås’.